# Flugunfall einer Lockheed L-188 Electra der Air Karibu
Der Flugunfall einer Lockheed L-188 Electra der Air Karibu ereignete sich am 8. Februar 1999. Eine Lockheed L-188 Electra der Fluggesellschaft Air Karibu aus der Demokratischen Republik Kongo, mit der ein Frachtflug vom Flughafen Kinshasa-Ndjili nach Mbandaka durchgeführt wurde, geriet an diesem Tag beim Versuch, zum Startflughafen zurückzukehren, außer Kontrolle und stürzte zu Boden. Bei dem Unfall kamen alle sieben Besatzungsmitglieder ums Leben.

## Maschine
Das Flugzeug war eine 40 Jahre alte Lockheed L-188 Electra mit der Werksnummer 1037, die im Jahr 1959 im Werk von Lockheed endmontiert wurde. Die 40 Jahre alte Maschine absolvierte am 27. Januar 1959 ihren Erstflug. Am 16. Februar 1959 wurde sie an die American Airlines ausgeliefert und von dieser mit dem Luftfahrzeugkennzeichen N6108A und dem Taufnamen Flagship Buffalo in Betrieb genommen. Die Maschine wurde im September 1962 ausgesondert und nach Brasilien exportiert. Am 10. September 1962 wurde die Electra durch die VARIG mit dem Kennzeichen PP-VJN wieder zugelassen, von März bis April 1975 war sie an die ebenfalls brasilianische Cruzeiro do Sul verleast. Die Außerbetriebsetzung erfolgte im Jahr 1992. Die Maschine wurde im Juni 1993 in die Demokratische Republik Kongo exportiert und ging, unter weitgehender Beibehaltung des Farbschemas der VARIG, bei der Blue Airlines mit dem neuen Kennzeichen 9Q-CDI in Betrieb. Die Maschine wurde später an die Air Karibu weitergegeben. Sie trug den Taufnamen Dominique Misenga. Das viermotorige Mittelstreckenflugzeug war mit vier Turboproptriebwerken des Typs Allison 501-D13 ausgestattet.

## Unfallhergang
Die Maschine wurde von den kongolesischen Streitkräften gechartert, um Treibstoff nach Mbandaka zu transportieren. Das um sechs Tonnen überladene Flugzeug beförderte auch scharfe Munition einschließlich Bomben. Kurz nach dem Start musste das Triebwerk Nr. 3 wegen eines Triebwerkschadens abgestellt werden. Der Kapitän versuchte, zum Flughafen zurückzukehren, aber das Flugzeug verlor an Höhe und die Kontrolle ging verloren. Die Maschine stürzte etwa drei Minuten nach dem Start auf dem Gelände der Elektrizitätswerke der Demokratischen Republik Kongo ab.

## Ursache
Ein entscheidender Faktor bei dem Unfall war der Umstand, dass eine unterqualifizierte Besatzung eingesetzt wurde: Da kein Erster Offizier anwesend war, erfüllte der Flugingenieur die Aufgaben des Ersten Offiziers und ein Bodenmechaniker die Aufgaben des Flugingenieurs.